# Feketetorkú patagónpinty
A feketetorkú patagónpinty (Melanodera melanodera) a madarak osztályának verébalakúak (Passeriformes) rendjébe és a tangarafélék (Thraupidae) családjába tartozó faj.

## Rendszerezése
A fajt Jean René Constant Quoy és Joseph Paul Gaimard írták le 1824-ben, az Emberiza nembe Emberiza melanodera néven is.

## Alfajai
- Melanodera melanodera melanodera (Quoy & Gaimard, 1824)
- Melanodera melanodera princetoniana (W. E. D. Scott, 1900)[2]

## Előfordulása
Dél-Amerika déli részén, Argentína, Chile és a Falkland-szigetek területén honos. Természetes élőhelyei a mérsékelt övi gyepek, valamint legelők. Állandó, nem vonuló faj.

## Megjelenése
Testhossza 15 centiméter, testtömege 25-35 gramm.
|  |

## Természetvédelmi helyzete
Az elterjedési területe nagyon nagy, egyedszáma viszont csökken, de még nem éri el a kritikus szintet. A Természetvédelmi Világszövetség Vörös listáján nem fenyegetett fajként szerepel.